# Santa Rosa (Bolívar)
Pour les articles homonymes, voir Santa Rosa.
Santa Rosa est une municipalité située dans le département de Bolívar, en Colombie.